# Tricentra subnexa
Tricentra subnexa är en fjärilsart som beskrevs av Louis Beethoven Prout 1936. Tricentra subnexa ingår i släktet Tricentra och familjen mätare. Inga underarter finns listade i Catalogue of Life.